# 한봉수 의병장 유허지
한봉수 의병장 유허지는 충청북도 청주시 청원구에 있다. 2015년 4월 17일 청주시의 향토유적 제116호로 지정되었다.

## 개요
세교리 장터 전투 터와 한봉수의병장 생가 및 묘소 유적이다.